# Supercopa Libertadores de 1996
A Supercopa Libertadores de 1996 foi a nona edição deste torneio de futebol que reunia os clubes campeões da Taça Libertadores da América. O campeão foi o Vélez Sársfield, da Argentina, que na final venceu a equipe brasileira do Cruzeiro por 2 a 0.

## Participantes
| Argentina          |                |                                                                      |
| Clube              | Cidade         | Classificação                                                        |
| ------------------ | -------------- | -------------------------------------------------------------------- |
| Argentinos Juniors | Buenos Aires   | Campeão da Libertadores de 1985                                      |
| Boca Juniors       | Buenos Aires   | Campeão da Libertadores de 1977 e 1978                               |
| Estudiantes        | La Plata       | Campeão da Libertadores de 1968, 1969 e 1970                         |
| Independiente      | Avellaneda     | Campeão da Libertadores de 1964, 1965, 1972, 1973, 1974, 1975 e 1984 |
| Racing             | Avellaneda     | Campeão da Libertadores de 1967                                      |
| River Plate        | Buenos Aires   | Campeão da Libertadores de 1986 e 1996                               |
| Vélez Sársfield    | Buenos Aires   | Campeão da Libertadores de 1994                                      |
| Brasil             |                |                                                                      |
| Clube              | Cidade         | Classificação                                                        |
| Cruzeiro           | Belo Horizonte | Campeão da Libertadores de 1976                                      |
| Flamengo           | Rio de Janeiro | Campeão da Libertadores de 1981                                      |
| Grêmio             | Porto Alegre   | Campeão da Libertadores de 1983 e 1995                               |
| Santos             | Santos         | Campeão da Libertadores de 1962 e 1963                               |
| São Paulo          | São Paulo      | Campeão da Libertadores de 1992 e 1993                               |
| Chile              |                |                                                                      |
| Clube              | Cidade         | Classificação                                                        |
| Colo-Colo          | Santiago       | Campeão da Libertadores de 1991                                      |
| Colômbia           |                |                                                                      |
| Clube              | Cidade         | Classificação                                                        |
| Atlético Nacional  | Medellín       | Campeão da Libertadores de 1989                                      |
| Paraguai           |                |                                                                      |
| Clube              | Cidade         | Classificação                                                        |
| Olimpia            | Assunção       | Campeão da Libertadores de 1979 e 1990                               |
| Uruguai            |                |                                                                      |
| Clube              | Cidade         | Classificação                                                        |
| Nacional           | Montevidéu     | Campeão da Libertadores de 1971, 1980 e 1988                         |
| Peñarol            | Montevidéu     | Campeão da Libertadores de 1960, 1961, 1966, 1982 e 1987             |

## Tabela

### Primeira fase
Jogos de ida
| 21 de agosto de 1996 | Argentinos Juniors | 0 – 2 | Boca Juniors          | Buenos Aires (Argentina) |
|                      |                    |       | Rambert (P) · Latorre |                          |

| 28 de agosto de 1996 | Argentinos Juniors | 0 – 1 | Racing | Buenos Aires (Argentina) |
|                      |                    |       | Capria |                          |

| 10 de setembro de 1996 | Peñarol          | 1 – 2 | Santos                   | Atilio Paiva Olivera, Rivera (Uruguai) |
|                        | Aguirregaray 45' |       | Jamelli 55' · Robert 89' | Público: 16,670                        |

| 11 de setembro de 1996 | Boca Juniors | 1 – 1 | Racing | La Bombonera, Buenos Aires (Argentina) |
|                        | Carrario     |       | Quiroz |                                        |

| 11 de setembro de 1996 | Independiente | 0 – 0 | Flamengo | La Doble Visera, Avellaneda (Argentina) |
|                        |               |       |          | Árbitro: Jorge Nieves                   |

| 11 de setembro de 1996 | River Plate            | 2 – 2 | Atlético Nacional  | Monumental de Nuñez, Buenos Aires (Argentina) |
|                        | Julio Cruz · Monserrat |       | Mosquera · Tréllez |                                               |

| 12 de setembro de 1996 | Olimpia                  | 2 – 1 | São Paulo  | Manuel Ferreira, Assunção (Paraguai) |
|                        | Silvera 41' · Torres 73' |       | Valdir 76' | Árbitro: Javier Castrilli            |

| 12 de setembro de 1996 | Estudiantes              | 2 – 4     | Colo-Colo                                             | Jorge Luis Hirschi, La Plata (Argentina) |
|                        | Fúriga 40' · Palermo 49' | Relatório | Sierra 6' · Zapata 50' (GC) · Vergara 64' · Tapia 65' | Árbitro: Félix Benegas                   |

| 17 de setembro de 1996 | Nacional | 1 – 1 | Cruzeiro | Centenario, Montevidéu (Uruguai) |
|                        | González |       | Aílton   |                                  |

| 18 de setembro de 1996 | Grêmio                            | 3 – 3 | Vélez Sársfield                                | Olímpico, Porto Alegre (RS) |
|                        | Saulo 30' · Arce 44' · Ailton 47' |       | Camps 21' · Morigi 62' · Mauro Galvão 65' (GC) | Árbitro: Julio Matto        |

Jogos de volta
| 18 de setembro de 1996 | Atlético Nacional | 2 – 1 | River Plate | Atanasio Girardot, Medellín (Côlombia)                             |
|                        | Ángel · Perea     |       | Rivarola    | Árbitro: Eduardo Gamboa Auxiliares: Carlos Robles e Luis Navarrete |

| 19 de setembro de 1996 | Racing | 0 – 0 | Argentinos Juniors | Avellaneda (Argentina) |
|                        |        |       |                    |                        |

| 19 de setembro de 1996 | São Paulo              | 2 – 1 | Olimpia   | Morumbi, São Paulo (SP) |
|                        | Aristizábal · Serginho |       | Samaniego |                         |

|                                          |     | Penalidades                                   |  |
| André Luiz: Valdir: Aristizábal: Müller: | 3–5 | Esteche: Silvera: Bourdier: Sotelo: Sanabria: |  |

| 25 de setembro de 1996 | Boca Juniors                 | 3 – 0 | Argentinos Juniors | Buenos Aires (Argentina) |
|                        | Carrario · Cedrés · Martínez |       |                    |                          |

| 25 de setembro de 1996 | Flamengo         | 1 – 0 | Independiente | Mané Garrincha, Brasília (DF) |
|                        | Fábio Baiano 39' |       |               | Público: 19,172               |

| 26 de setembro de 1996 | Santos                                   | 3 – 0 | Peñarol | Ibirapuera, São Paulo (SP) |
|                        | Sandro 53' · Vágner 64' · Alessandro 77' |       |         | Público: 2,603             |

| 2 de outubro de 1996 | Cruzeiro                              | 3 – 1 | Nacional  | Mineirão, Belo Horizonte (MG) |
|                      | Palhinha · Paulinho McLaren · Fabinho |       | Fernández |                               |

| 2 de outubro de 1996 | Vélez Sársfield | 1 – 0 | Grêmio | José Amalfitani, Buenos Aires (Argentina) |
|                      | Bassedas 88'    |       |        | Árbitro: Jorge Nieves                     |

| 3 de outubro de 1996 | Colo-Colo     | 2 – 1     | Estudiantes | David Arellano, Santiago (Chile) |
|                      | Basay 46' 62' | Relatório | Palermo 16' | Árbitro: José Arana              |

### Quartas-de-final
Jogos de ida
| 16 de outubro de 1996 | Santos                 | 2 – 0 | Atlético Nacional | Teixeirão, São José do Rio Preto (SP) |
|                       | Jean 26' · Jamelli 41' |       |                   | Público: 3,230                        |

| 16 de outubro de 1996 | Vélez Sársfield              | 3 – 0 | Olimpia | José Amalfitani, Buenos Aires (Argentina) |
|                       | Chilavert · Camps · Bassedas |       |         | Árbitro: Sidrack Marinho dos Santos       |

| 17 de outubro de 1996 | Flamengo          | 1 – 1     | Colo-Colo   | Teixeirão, São José do Rio Preto (SP) |
|                       | Júnior Baiano 14' | Relatório | Ferrero 88' | Público: 1,951 Árbitro: Jorge Nieves  |

| 17 de outubro de 1996 | Boca Juniors | 0 – 0 | Cruzeiro | La Bombonera, Buenos Aires (Argentina) |
|                       |              |       |          |                                        |

Jogos de volta
| 23 de outubro de 1996 | Atlético Nacional                         | 3 – 1 | Santos          | Atanasio Girardot, Medellín (Côlombia)    |
|                       | Gaviria 24' · Tréllez 63' · Serna 76' (P) |       | Camanducaia 74' | Público: 35,000 Árbitro: Javier Castrilli |

|                                                                     |     | Penalidades                                                                           |  |
| Serna: García: Perea: Mosquera: Morantes: Ángel: Ospina: Tuberquia: | 6–7 | Jamelli: Sandro: Marcos Assunção: Ânderson Lima: Edinho: Piá: Camanducaia: Carlinhos: |  |

| 23 de outubro de 1996 | Olimpia | 0 – 1 | Vélez Sársfield | Defensores del Chaco, Assunção (Paraguai) |
|                       |         |       | Camps 29'       | Público: 7,000 Árbitro: Julio Matto       |

| 23 de outubro de 1996 | Cruzeiro             | 1 – 1 | Boca Juniors   | Mineirão, Belo Horizonte (MG)            |
|                       | Paulinho McLaren 12' |       | Cedrés 63' (P) | Público: 41,000 Árbitro: Óscar Velázquez |

| |     | Penalidades                                                                     |  |
| Gélson Baresi: Palhinha: Paulinho McLaren: Nonato: Marcos Teixeira: Ricardinho: Da Silva: Gilmar: Cleisson: | 7–6 | Martínez: Latorre: Cagna: Fabbri: Toresani: Lorenzo: Pompei: Cáceres: Dollberg: |  |

| 24 de outubro de 1996 | Colo-Colo  | 1 – 0     | Flamengo | David Arellano, Santiago (Chile) |
|                       | Espina 82' | Relatório |          | Árbitro: Óscar Ruiz              |

### Semifinais
Jogos de ida
| 30 de outubro de 1996 | Cruzeiro                                  | 3 – 2     | Colo-Colo              | Mineirão, Belo Horizonte (MG)             |
|                       | Aílton 12' · Gilmar 27' · Célio Lúcio 33' | Relatório | Ferrero 7' · Reyes 59' | Público: 26,000 Árbitro: Horacio Elizondo |

| 30 de outubro de 1996 | Santos         | 1 – 2 | Vélez Sársfield               | Parque do Sabiá, Uberlândia (MG) |
|                       | Alessandro 23' |       | Posse 13' · Chilavert 90' (P) | Árbitro: José Luis da Rosa       |

Jogos de volta
| 6 de novembro de 1996 | Colo-Colo | 0 – 4     | Cruzeiro                         | David Arellano, Santiago (Chile) |
|                       |           | Relatório | Palhinha 7' 34' 42' · Aílton 72' | Árbitro: Julio Matto             |

| 14 de novembro de 1996 | Vélez Sársfield | 1 – 1 | Santos     | José Amalfitani, Buenos Aires (Argentina) |
|                        | Posse 25'       |       | Robert 77' | Árbitro: Óscar Velázquez                  |

### Finais
1° jogo
| 20 de novembro de 1996 | Cruzeiro | 0 – 1 | Vélez Sársfield   | Mineirão, Belo Horizonte (MG) |
|                        |          |       | Chilavert 87' (P) | Árbitro: Óscar Ruiz           |

| Cruzeiro | Vélez Sársfield |

| CRUZEIRO:     |  |                   |  |     |
|               |  |                   |  |     |
| G             |  | Dida              |  |     |
| LD            |  | Vítor             |  |     |
| Z             |  | Célio Lúcio       |  |     |
| Z             |  | Gilmar            |  |     |
| LE            |  | Nonato            |  |     |
| V             |  | Fabinho           |  |     |
| V             |  | Ricardinho        |  |     |
| M             |  | Donizete Oliveira |  | 67' |
| M             |  | Cleisson          |  |     |
| A             |  | Palhinha          |  |     |
| A             |  | Paulinho McLaren  |  |     |
| Substituição: |  |                   |  |     |
| A             |  | Aílton            |  | 67' |
| Treinador:    |  |                   |  |     |
| Levir Culpi   |  |                   |  |     |

| VÉLEZ SÁRSFIELD: |  |            |  |     |
|                  |  |            |  |     |
| G                |  | Chilavert  |  |     |
| LD               |  | Zandoná    |  |     |
| Z                |  | Sotomayor  |  |     |
| Z                |  | Pellegrino |  |     |
| LE               |  | Cardozo    |  |     |
| V                |  | Morigi     |  |     |
| V                |  | Gómez      |  |     |
| M                |  | Husaín     |  |     |
| M                |  | Bassedas   |  |     |
| A                |  | Posse      |  | 75' |
| A                |  | Camps      |  | 88' |
| Substituição:    |  |            |  |     |
| A                |  | Asad       |  | 75' |
| Z                |  | Méndez     |  | 88' |
| Treinador:       |  |            |  |     |
| Osvaldo Piazza   |  |            |  |     |

2° jogo
| 4 de dezembro de 1996 | Vélez Sársfield                  | 2 – 0 | Cruzeiro | José Amalfitani, Buenos Aires (Argentina) |
|                       | Camps 2' · Gélson Baresi 8' (GC) |       |          | Público: 40,000 Árbitro: Julio Matto      |

| Vélez Sársfield | Cruzeiro |

| VÉLEZ SÁRSFIELD: |  |            |                                   |     |
|                  |  |            |                                   |     |
| G                |  | Chilavert  |                                   |     |
| LD               |  | Zandoná    |                                   | 79' |
| Z                |  | Sotomayor  |                                   |     |
| Z                |  | Pellegrino | Penalizado · Penalizado · Expulso |     |
| LE               |  | Cardozo    |                                   |     |
| V                |  | Morigi     |                                   |     |
| V                |  | Gómez      |                                   |     |
| M                |  | Husaín     |                                   |     |
| M                |  | Bassedas   |                                   |     |
| A                |  | Posse      |                                   | 78' |
| A                |  | Camps      |                                   | 71' |
| Substituição:    |  |            |                                   |     |
| A                |  | Asad       |                                   | 71' |
| A                |  | Pandolfi   |                                   | 78' |
| Z                |  | Méndez     |                                   | 79' |
| Treinador:       |  |            |                                   |     |
| Osvaldo Piazza   |  |            |                                   |     |

| CRUZEIRO:     |  |                   |                                   |     |
|               |  |                   |                                   |     |
| G             |  | Dida              |                                   |     |
| LD            |  | Vítor             |                                   |     |
| Z             |  | Gélson Baresi     |                                   |     |
| Z             |  | Gilmar            | Penalizado · Penalizado · Expulso |     |
| LE            |  | Nonato            | Penalizado · Penalizado · Expulso |     |
| V             |  | Fabinho           |                                   |     |
| V             |  | Ricardinho        |                                   |     |
| M             |  | Cleisson          |                                   |     |
| A             |  | Palhinha          |                                   | 73' |
| A             |  | Paulinho McLaren  |                                   |     |
| A             |  | Aílton            |                                   | ?'  |
| Substituição: |  |                   |                                   |     |
| M             |  | Donizete Oliveira | Penalizado · Penalizado · Expulso | 73' |
| A             |  | Da Silva          |                                   | ?'  |
| Treinador:    |  |                   |                                   |     |
| Levir Culpi   |  |                   |                                   |     |

| Supercopa Libertadores 1996              |
| ---------------------------------------- |
| Vélez Sársfield Campeão 1º título - 1996 |